# 張元弼
張元弼（16世紀—17世紀），字曰忠、又字襄明，號慕寧，江西瑞州府新昌縣人，明朝政治人物。

## 生平
張元弼是萬曆二十五年（1597年）丁酉科江西鄉試舉人，四十四年（1616年）授恩縣教諭，四十六年（1618年）陞寶慶推官，用刑寬恕讓人民喜悅，又樂於嘉獎士子，和前任推官丁啟睿齊名，天啟三年（1623年）調淮安山清河務同知，歷任工部都水司員外郎、應天府治中，崇禎五年（1632年）得直隸巡按御史倪成章疏薦，改刑部郎中，官至桂林知府。

## 引用
1. 1 2  道光《新昌縣志·卷十一·人物志》：舉人 明……萬厯二十五年丁酉科……張元弼，字曰忠，號慕寧，縣治人，山東恩縣教諭，陞湖廣寶慶推官，歷淮安府同知、工部都水員外、應天府治中、刑部郎中、廣西桂林府知府。
2. ↑  道光《寶慶府志·卷第百八·政績錄四》：丁啓睿……後有丁堯厯、張元弼者皆為郡司理……元弼字襄明，新昌人，萬厯四十六年任，立法用刑，民喜其寬恕，亦樂嘉奬士類，與丁啓睿同治理云。
3. ↑  史語所藏鈔本《崇禎長編·卷六十四》：（崇禎五年十月）己丑直隸巡按倪成章疏薦有司官員知府嚴爾珪等，治中張元弼、同知阮近賢等，推知魯元寵、葉高標等共三十四員，章下所司。